# Tasmarubrius milvinus
Espèce
Synonymes
- Rubrius milvinus Simon, 1903

Tasmarubrius milvinus est une espèce d'araignées aranéomorphes de la famille des Macrobunidae.

## Distribution
Cette espèce est endémique de Tasmanie en Australie.

## Description
La femelle holotype mesure 10 mm.
Les mâles mesurent de 11,6 à 12,8 mm et les femelles de 10,0 à 14,4 mm.

## Systématique et taxinomie
Cette espèce a été décrite sous le protonyme Rubrius milvinus par Simon en 1903. Elle est placée dans le genre Amphinecta par Lehtinen en 1967 puis dans le genre Tasmarubrius par Davies en 1998.

## Publication originale
- Simon, 1903 : « Descriptions d'arachnides nouveaux. » Annales de la Société entomologique de Belgique, vol. 47, p. 21-39 (texte intégral).